# María Isabel Moreno
María Isabel Moreno Allué (Ribes de Freser, 2 gennaio 1981) è un'ex ciclista su strada spagnola, campionessa europea in linea Under-23 nel 2003 e quattro volte campionessa nazionale Elite.

## Carriera
In carriera ha vinto per tre volte consecutive (2005, 2006 e 2007) il campionato spagnolo, e nel 2007 ha bissato questo successo anche nella prova a cronometro. Ai giochi olimpici di Pechino 2008 è stata la prima atleta ad essere fermata per doping dopo l'inizio delle gare, risultando positiva all'EPO in un controllo svolto il 31 luglio 2008.

## Palmarès
- 1999 (Juniores)

Campionati spagnoli, Prova a cronometro Juniores
- 2003

Campionati europei, Prova in linea Under-23
- 2005

Campionati spagnoli, Prova in linea
- 2006

Campionati spagnoli, Prova in linea
- 2007 (Comunidad Valenciana, quattro vittorie)

Campionati spagnoli, Prova in linea
Campionati spagnoli, Prova a cronometro
2ª tappa Tour de l'Ardèche (Vals-les-Bains > Vals-les-Bains)
Classifica generale Tour de l'Ardèche
- 2008 (MultiCaja CC Sabiñánigo, una vittoria)

3ª tappa Vuelta a Occidente (Alcaldia de Santa Ana > Juayua)

### Altri successi
- 2001 (Junkers-San Benedetto)

Classifica giovani Grande Boucle Féminine
Criterium di Tolosa
- 2002 (Pragma-Deia)

GP Pavie
1ª tappa Flèche gasconne
2ª tappa Flèche gasconne
Classifica generale Flèche gasconne
- 2007 (Comunidad Valenciana)

Trofeo Roldan

## Piazzamenti

### Grandi Giri
- Giro d'Italia

2002: 26ª
2003: 21ª
2004: ritirata (8ª tappa)
2005: 5ª
2006: 95ª
2007: 3ª
2008: 15ª
- Grande Boucle Féminine

2001: 17ª
2007: 5ª
2008: 5ª

### Classiche monumento
- Giro delle Fiandre

2004: ritirata

### Competizioni mondiali
- Campionati mondiali

Valkenburg 1998 - Cronometro Juniores: 27ª
Valkenburg - Cronometro Juniores: 19ª
Lisbona 2001 - Cronometro Elite: 26ª
Hamilton 2003 - In linea Elite: ritirata
Verona 2004 - In linea Elite: 52ª
Madrid 2005 - In linea Elite: 71ª
Salisburgo 2006 - Cronometro Elite: 25ª
Salisburgo 2006 - In linea Elite: 76ª
Stoccarda 2007 - Cronometro Elite: 24ª
Stoccarda 2007 - In linea Elite: 14ª

### Competizioni europee
- Campionati europei

Apremont 2001 - Cronometro Under-23: 9ª
Bergamo 2002 - Cronometro Under-23: 6ª
Atene 2003 - Cronometro Under-23: 3ª
Atene 2003 - In linea Under-23: vincitrice